# Nitrospirota
Nitrospirota o Nitrospirae es un filo de bacterias gram-negativas con una sola familia: Nitrospiraceae. El primer miembro de esta familia fue reportado en 1986 y se le denominó Nitrospira marina, una bacteria nitrito-oxidante. En 1995 se descubre en una tubería de hierro corroída del sistema de calefacción moscovita la bacteria denominada Nitrospira moscoviensis, también oxidante del nitrito y con una morfología helicoidal de tamaño 0,9-2,2 μm x 0,2-0,4 μm.